# 無尽業法
無尽業法（むじんぎょうほう、昭和6年法律第42号）は、営利無尽の規制に関する法律である。
旧法は1915年6月に制定された（大正4年法律24号。同年11月施行）。現行法はこれを1931年4月に全部改正したもの。
当初は、給付するものが「金銭」または「有価証券」である無尽が対象だった。1931年4月の全面改正により、株式会社であることが免許要件とされた。また、1941年3月の法改正（昭和16年法律80号）により、給付するものに「其ノ他ノ財産」が追加された。
1951年6月相互銀行法（昭和26年法律199号）により、金銭無尽会社に相互銀行への転換を促すため、給付するものが「金銭以外の財産」に制限された。以来、無尽業法の適用を受ける物品無尽会社は、1社（日本住宅無尽株式会社）のみとなっている。

## 概説

### 無尽・頼母子講とは
無尽（頼母子講ともいう）は、日本に古くからある相互扶助・非営利の金融制度である。
加入者は、例えば毎月、一定の掛金を支払う。1回当たりの掛金の総額から「花籤」と呼ばれた金額を控除した残りが、抽選または入札により、加入者の1人に給付される。「花籤」および入札の場合の落札額は、その他の加入者に利息相当額として支払われる。1回当たりの掛金の総額が給付されるのは一度きりで、いったん給付された加入者へは利息相当額は支払われない。
無尽の運営に慣れた者が世話人となり、これに謝礼・手数料が支払われるようになって、後に、そうした世話人の中から、無尽に加入することなく、営利目的でその運営を行う者が出てきた。これが「営利無尽」である。営利無尽は、近代に入って、「下層金融」または「庶民金融」として発達したが、不正業者による被害が発生するなどしたため、法律で規制することとなった。
細民ないし小商工業者に金融を開くための立法作業は、大正時代年頭からあったが、大蔵官僚と農商務官僚の対立で結実しなかった。しかし、1913年（大正2年）8月9日、大審院が「無尽会社は銀行事業を営むものとは言えない」と判決したため、銀行条例に代わる規制法令の立法が急がれることとなった。
旧法の1915年11月施行に合わせて、貯蓄銀行条例も改正されて、①通常無尽、②積立会、③据置貯金、④公債を目的とする積立会、という当時の4つのビジネスモデルとも、いずれかの法令により規制されることとなった。1914年末時点で831社あった無尽業者だが、免許を受けた者の数は137社（1916年末時点）となった。

### 戦争期の無尽会社
無尽会社の社数は、276社（1933年末時点）をピークに漸減に転じた。
1940年7月に第2次近衛内閣が成立すると新体制確立の気運が濃厚となり、金融界でも横断的な連絡機関として、同年9月に申合団体「全国金融協議会」が設立された。無尽会社はこれに全国無尽中央会（無尽業の学理的実際的研究機関である社団法人）を通じて加入した。その後、戦時統制経済の下で、金融統制団体令に基づく金融事業統制団体が設立されることとなり、無尽会社173社は、全国金融統制会の傘下の業態別統制会として「無尽統制会」を設立した。
戦時中は、中小事業者の資金ニーズが低下する一方、貯蓄を目的とする加入者が増加した。また、政府が合併促進策を進めたため、終戦時には約60社まで無尽会社の数は減少した。

### みなす無尽（殖産会社）
免許を受けて「営業無尽」となった無尽会社も、加入者相互のつながり（団）を前提とし、また、給付を受ける順位を偶然（抽選または入札）によっていた。
一方、1949年頃から中小企業むけに、この「団」を前提とせず、一定の掛金を支払った後は、将来分まで含めた掛金の総額を限度として、いつでも融資を受けられる、いわゆる「殖産会社」が九州に起こり、たちまち全国に広がった。銀行でないのに「日掛貯金を受け入れて、貸付けを行う」わけで、殖産会社の多くに法令違反（預金類似行為）のおそれがあった。
そこで、1949年5月貸金業等取締法（昭和24年法律170号）は、貸金業者を規制する一方、附則4項により、殖産会社を「みなす無尽」とし、無尽業免許の対象とした。500社超（九州だけで300社超）の殖産会社のうち、232社が調査され、検査の結果良好と認められた132社を整理統合した17社（後に15社）に内免許が付与された。
なお、貸金業等取締法は、その7条で「預り金の禁止」を定めたが、これにより貸付資金の調達が思うに任せなくなった不正業者は、他人資本を用いた貸金業を続けるため、「株式相互金融」という脱法行為を編み出した。まず株式会社を設立し、その株式の取得代金を分割払いで支払わせ、集めた資金を「株主」に貸し付ける、というもの。そこで1954年6月出資法（昭和29年法律195号）により、貸金業者に限らず、広く「出資金の受入の制限」と「預り金の禁止」を課すことで、株主相互金融を禁止する措置が講じられた。

### 金銭無尽会社から相互銀行へ
無尽会社が給付するものは、1951年6月相互銀行法（昭和26年年法律199号）により、「金銭以外の財産」に制限された。この法改正は、当時の金銭無尽会社に対し、庶民金融機関（＝中小企業者のための金融機関、国民大衆のための貯蓄機関）であるところの「相互銀行」への転換を促すものだった。無尽会社74社（うち金銭無尽会社70社）のうち新設3社を含む73社（同68社。残る2社は営業譲渡した）が相互銀行に転換した。その後は、相互銀行において、みなす無尽に由来する掛金業務と相互銀行法に基づく預金業務が行われるようになったが、1957年（昭和32年）3月に両者の業務上の地位が逆転して掛金業務は次第に縮小した。

## 構成
- 第1章 総則（第1条 - 第9条）
- 第2章 業務（第10条 - 第13条ノ2）
- 第3章 経理等（第14条 - 第20条）
- 第4章 合併、会社分割又ハ事業ノ譲渡若ハ譲受（第21条 - 第21条ノ5）
- 第5章 業務及財産ノ管理ノ委託（第21条ノ6 - 第21条ノ12）
- 第6章 監督（第22条 - 第26条）
- 第7章 廃業及解散（第27条 - 第29条）
- 第8章 清算（第30条 - 第33条）
- 第9章 無尽ノ管理（第34条・第35条）
- 第10章 指定紛争解決機関（第35条の2 - 第35条の2の3）
- 第11章 雑則（第35条の2の4 - 第35条の5）
- 第12章 罰則（第36条 - 第43条）
- 附則